# کلیسای سنت جورج، قاخ
کلیسای سنت جورج (گرجی: კახის წმინდა გიორგის ეკლესია) یک کلیسای ارتدکس گرجی است که در روستای قاخ اینگیلوی از توابع شهرستان قاخ در جمهوری آذربایجان واقع شده است. این کلیسا در فاصله ۳۰ متری با ساحل سمت چپ رودخانه کاکیستسالی در مرز جمهوری آذربایجان با گرجستان قرار گرفته است، جایی که اینگیلوی‌های گرجستانی (حدود ۷۵۰۰ نفر) در آن به‌طور فشرده زندگی می‌کنند. این کلیسا بر اثر فتح تفلیس و نبرد گوگجه توسط شاه عباس اول ویران شد، اما بعدتر در نیمه نخست سده هجدهم میلادی بازسازی شد. آخرین بازسازی آن توسط ایوان بابا بلغاشویلی در اواخر سده نوزدهم انجام شد. در حال حاضر این کلیسا، تنها کلیسای ارتدکس گرجی فعال در جمهوری آذربایجان است.